# Le Fidelaire
Le Fidelaire är en kommun i departementet Eure i regionen Normandie i norra Frankrike. Kommunen ligger i kantonen Conches-en-Ouche som tillhör arrondissementet Évreux. År 2022 hade Le Fidelaire 1 016 invånare.

## Befolkningsutveckling
Antalet invånare i kommunen Le Fidelaire
Referens:INSEE